# Фунтиков, Фёдор Адрианович
Фёдор Адриа́нович Фу́нтиков (1875 или 1876 — 5 мая 1926) — российский политический деятель времён Гражданской войны, глава Закаспийского временного правительства бывшей Российской империи.

## Биография
Происходил из крестьян Саратовской губернии. С 1905 года — член партии эсеров. Был паровозным машинистом, после Февральской революции — один из лидеров эсеров в Закаспийской области.
11—12 июля 1918 года стал одним из руководителей антибольшевистского восстания рабочих в Ашхабаде. С 12 июля — глава избранного Асхабадским стачкомом Временного исполнительного комитета Закаспийской области («Закаспийского временного правительства»), составленного в основном из рабочих — эсэров и меньшевиков, бывших членов Совдепа. По мнению историков М. Геллера и А. Некрича, это было единственное подлинно рабочее правительство в России.
Участвовал в расстреле асхабадских комиссаров 23 июля 1918 года.
После поражения повстанцев под Чарджоу 28 июля 1918 года Фунтиков обратился за помощью к главе английской военной миссии в Мешхеде (северо-восточный Иран) генералу Уилфреду Маллесону, с которым 19 августа 1918 года был подписан формальный договор. Маллесон прислал 2 тысячи индийских сипаев во главе с полковником Ноллисом, взявшим на себя командование объединёнными силами. В результате правительство Фунтикова попало в известную зависимость от англичан, что впоследствии дало советской историографии основания рассматривать его как «марионеточное». 19 сентября 1918 года Фунтиков участвовал в совещании в Красноводске, где было принято решение о расстреле так называемых 26 бакинских комиссаров.
2 января 1919 года, после волнений рабочих в Ашхабаде, Временное правительство было смещено и заменено «Комитетом общественного спасения» из пяти лиц, которым Фунтиков был 15 января 1919 года арестован по обвинению в коррупции. 2 марта 1919 года Фунтиков дал показания бывшему члену ЦК ПСР Вадиму Чайкину, проводившему по поручению ЦК расследование участия членов партии в убийстве комиссаров. О своей роли в расстреле он сообщил: «об этом предстоящем деле был осведомлен, но не считал возможным помешать этому… расстрел был решён предварительно по настоянию английской миссии». Фунтиков обвинял офицера связи Маллесона Тиг-Джонса и своего начальника полиции С. Л. Дружкина; однако другой, арестованный член совещания Илларион Седых, заявил Чайкину, что Фунтиков был «в курсе всего».
Вскоре после этого Фунтиков был освобождён и уехал в Россию как частное лицо. С 1922 года проживал на хуторе Ляпичево в Нижне-Волжском крае, где вёл небольшое частное хозяйство. Однако он был выдан собственной дочерью и 11 января 1925 года был арестован.
17 апреля 1926 года в Баку в здании театра им. Буниат-Заде началось слушание его дела. Подготовка к судебному процессу и сам процесс проходил в условиях широчайшей гласности. Ему было предъявлено обвинение в восстании против Советской власти, сношениях с иностранными государствами и в организации террористических актов. Судебные заседания проводились в зале, вмещавшем полторы тысячи человек, и, кроме того, на одной из площадей Баку были установлены мощные громкоговорители. Регулярно и полно освещали процесс центральные газеты «Правда», «Известия», а также «Заря Востока» и «Бакинский рабочий».
27 апреля 1926 года он был приговорён к расстрелу. Ходатайство о помиловании было отклонено. 5 мая приговор был приведён в исполнение.

## Отзывы современников
- Сэр Уилфред Маллесон в своих воспоминаниях[4] дает Фунтикову следующую характеристику:

Председателем временного правительства был некто Фунтиков, машинист, веселый малый, который, к несчастью, чрезмерно любил водку и был окончательно отстранен от работы после обвинения в растрате государственных денег на сумму не менее 7 млн. рублей
- Полковник юстиции Н. Смирнов в своём эссе[5] так описывает Фунтикова на процессе:

Это был человек среднего роста, одетый в поношенную чуйку и сапоги, с густой бородой на слегка продолговатом лице. Опустив глаза, Фунтиков тяжелым шагом прошел через зал и занял место на скамье подсудимых. Внешне держался спокойно. Только глубоко запрятанные под нависшими бровями глаза смотрели настороженно (…) На вопросы членов суда Фунтиков отвечал не спеша, лаконично. (…) Это был уже не тот Фунтиков, с залихватски закрученными усами, наглым взглядом острых колючих глаз, каким его знали в Ашхабаде, когда он был главой закаспийского контрреволюционного мятежного правительства.